# WRC 3
El WRC 3, acrónimo del inglés World Rally Championship 3, es un campeonato de rally que se disputa desde el año 1987 complementario al Campeonato Mundial de Rally (WRC), al igual que el Campeonato Junior (JWRC) o el WRC 2. Nació en 1987 bajo el nombre de Copa Mundial de Producción y estaba limitado a vehículos de la categoría grupo N y adquirió el estatus de campeonato en 1987 pasando entonces a llamarse Campeonato Mundial de Rally Grupo N. En 2002 cambió de nuevo su nombre a Campeonato Mundial de Rally de Automóviles de Producción (abreviado: PWRC acrónimo del inglés Production World Rally Championship) y desde 2013 recibe el nombre WRC 3 (abreviación de World Rally Championship 3). Es organizado por la Federación Internacional del Automóvil y comparte las mismas fechas que el campeonato del mundo. 
Desde 2013 el campeonato estaba limitado a automóviles de tracción delantera, concretamente las categorías R1, R2 y R3, mientras que el grupo N de este campeonato se integró en el WRC 2, conocido hasta 2012 como Campeonato Mundial de Rally Super 2000. En 2019 este certamen desapareció y en su lugar se creó el campeonato WRC 2 Pro para recuperarse de nuevo en 2020 bajo una nueva normativa: destinado a equipos privados que compitan en vehículos de la categoría R5. Son libres de disputar las pruebas que consideren y se tienen en cuenta solo los seis mejores resultados.
En 2012 se creó una categoría dentro del campeonato llamada Rally Class, que incluyó seis pruebas del calendario del mundial (Portugal, Grecia, Alemania, Francia, Italia y España) y donde los pilotos competirán con un Subaru Impreza preparados por la empresa belga Symantech Racing y neumáticos DMACK. El creador de este campeonato es Dirk Van der Sluys y premiará al ganador con la participación gratuita en cinco rallyes para 2013 con un Subaru Impreza R4.

## Carreras
Hasta 2001, el PWRC acompañó al WRC en todas sus fechas, teniendo en cuenta que el WRC y la Copa Mundial de 2 Litros se repartieron las fechas entre 1994 y 1996. A partir de 2002, el PWRC compite únicamente en la mayoría, nunca superando las diez fechas. Generalmente se saltean algunas de las fechas sobre asfalto, donde los N4 son menos veloces y atractivos de ver que los Super 1600 de tracción delantera del Campeonato Junior. A partir de 2014 de nuevo todas las pruebas del calendario son puntuables para el WRC 3.
| - Alemania (2003-2004, 2010, 2012-2018, 2020) - Alsacia (2010, 2013-2014) - Argentina (1987-1994, 1996-2009, 2012-2018, 2020) - Australia (1989-1993, 1995-2006, 2009, 2013-2018) - Córcega (1987-1995, 1997-2004, 2015-2018) - Cataluña (1991-1993, 1995-2001, 2011-2018) - Cerdeña (2009, 2013-2018, 2020) - China (1999) - Chipre (2000-2003, 2005-2006, 2009) - Costa de Marfil (1987-1992) - Finlandia (1987-1994, 1996-2002, 2008, 2010, 2013-2018, 2020) - Gran Bretaña (1987-1995, 1997-2001, 2005, 2007-2010, 2013-2018, 2020) - Grecia (1987-1994, 1996-2001, 2006-2009, 2012-2013) - Indonesia (1996-1997) - Irlanda (2007) | - Japón (2005-2008, 2010, 2020) - Jordania (2010) - México (2004, 2006-2007, 2010, 2012-2018, 2020) - Montecarlo (1987-1995, 1997-2001, 2006, 2012-2018, 2020) - Noruega (2009) - Nueva Zelanda (1987-1995, 1997-2008, 2010, 2012, 2020) - Olympus (1987-1988) - Polonia (2014-2017) - Portugal (1987-1995, 1997-2001, 2009, 2013-2018, 2020) - Safari (1987-1994, 1996-2002, 2020) - San Remo (1987-1994, 1996-2001) - Suecia (1987-1989, 1991-1993, 1995-2005, 2007-2008, 2010, 2013-2018, 2020) - Turquía (2005, 2008, 2018, 2020) |

## Palmarés
| Año                              | Piloto                     | Automóvil                          | Piloto        | Automóvil          |
| Copa Mundial de Producción       | Copa Mundial de Producción | Copa Mundial de Producción         |               |                    |
| -------------------------------- | -------------------------- | ---------------------------------- | ------------- | ------------------ |
| 1987                             | Alessandro Fiorio          | Lancia Delta HF Integrale          |               |                    |
| 1988                             | Pascal Gaban               | Mazda 323                          |               |                    |
| 1989                             | Alain Oreille              | Renault Supercinco                 |               |                    |
| 1990                             | Alain Oreille              | Renault Supercinco                 |               |                    |
| 1991                             | Gregoire de Mevius         | Mazda 323                          |               |                    |
| 1992                             | Gregoire de Mevius         | Nissan Sunny                       |               |                    |
| 1993                             | Alessandro Fassina         | Mazda 323                          |               |                    |
| 1994                             | Jesús Puras                | Ford Escort RS Cosworth            |               |                    |
| 1995                             | Rui Madeira                | Mitsubishi Lancer Evolution II     |               |                    |
| 1996                             | Gustavo Trelles            | Mitsubishi Lancer Evolution III    |               |                    |
| 1997                             | Gustavo Trelles            | Mitsubishi Lancer Evolution III    |               |                    |
| 1998                             | Gustavo Trelles            | Mitsubishi Lancer Evolution IV / V |               |                    |
| 1999                             | Gustavo Trelles            | Mitsubishi Lancer Evolution V / VI |               |                    |
| 2000                             | Manfred Stohl              | Mitsubishi Lancer Evolution VI     |               |                    |
| 2001                             | Gabriel Pozzo              | Mitsubishi Lancer Evolution VI     |               |                    |
| Campeonato Mundial de Producción |                            |                                    |               |                    |
| 2002                             | Karamjit Singh             | Proton Pert                        |               |                    |
| 2003                             | Martin Rowe                | Subaru Impreza WRX STI             |               |                    |
| 2004                             | Niall McShea               | Subaru Impreza WRX STI             |               |                    |
| 2005                             | Toshihiro Arai             | Subaru Impreza WRX STI             |               |                    |
| 2006                             | Nasser Al-Attiyah          | Subaru Impreza WRX STI             |               |                    |
| 2007                             | Toshihiro Arai             | Subaru Impreza WRX STI             |               |                    |
| 2008                             | Andreas Aigner             | Mitsubishi Lancer Evolution IX     |               |                    |
| 2009                             | Armindo Araujo             | Mitsubishi Lancer Evolution IX     |               |                    |
| 2010                             | Armindo Araujo             | Mitsubishi Lancer Evolution X      |               |                    |
| 2011                             | Hayden Paddon              | Subaru Impreza WRX STI             |               |                    |
| 2012                             | Benito Guerra              | Mitsubishi Lancer Evo X            |               |                    |
| WRC 3                            |                            |                                    |               |                    |
| 2013                             | Sébastien Chardonnet       | Citroën DS3 R3T                    |               |                    |
| 2014                             | Stéphane Lefebvre          | Citroën DS3 R3T                    |               |                    |
| 2015                             | Quentin Gilbert            | Citroën DS3 R3T                    |               |                    |
| 2016                             | Simone Tempestini          | Citroën DS3 R3T                    |               |                    |
| 2017                             | Nil Solans                 | Ford Fiesta R2T                    |               |                    |
| 2018                             | Enrico Brazzoli            | Peugeot 208 R2                     |               |                    |
| 2019                             | No se disputó              | No se disputó                      |               |                    |
| 2020                             | Jari Huttunen              | Hyundai i20 R5                     |               |                    |
| 2021                             | Yohan Rossel               | Citroën C3 Rally2                  |               |                    |
| WRC 3 Open                       | WRC 3 Open                 | WRC 3 Open                         | WRC 3 Junior  | WRC 3 Junior       |
| 2022                             | Lauri Joona                | Ford Fiesta Rally3                 | Robert Virves | Ford Fiesta Rally3 |
| WRC 3                            |                            |                                    |               |                    |
| 2023                             | Roope Korhonen             | Ford Fiesta Rally3                 |               |                    |
| 2024                             | Diego Domínguez Jr.        | Ford Fiesta Rally3                 |               |                    |
| Fuente                           |                            |                                    |               |                    |

## Pilotos destacados
El piloto más exitoso fue el uruguayo Gustavo Trelles que se alzó campeón de la categoría en cuatro ocasiones y de manera consecutiva, desde 1996 a 1999, además de lograr veintitrés victorias, cifra que ningún otro piloto ha alcanzado. El siguiente piloto más victorioso fue el japonés Toshihiro Arai con dos títulos (2005, 2007) y trece victorias. Otros tres pilotos también lograron dos títulos: el belga Gregoire de Mevius con seis victorias; el francés Alain Oreille con cinco y el portugués Armindo Araujo con cuatro. El austríaco Manfred Stohl es el tercer piloto con más victorias, nueve, aunque solo se alzó una vez con el título. En cambio, el australiano Ed Ordynski consiguió ocho pero nunca logró el campeonato, al igual que el sueco Patrik Flodin con seis victorias.
Otros pilotos destacados fueron Tommi Mäkinen y Stig Blomqvist, únicos pilotos campeones del mundo que han participado en este categoría logrando victorias: tres para el primero y una para el segundo.
| Piloto               | Títulos | Victorias |
| -------------------- | ------- | --------- |
| Gustavo Trelles      | 4       | 23        |
| Alain Oreille        | 2       | 5         |
| Gregoire de Mevius   | 2       | 6         |
| Toshihiro Arai       | 2       | 13        |
| Armindo Araujo       | 2       | 4         |
| Manfred Stohl        | 1       | 9         |
| Nicolás Fuchs        | 1       | 6         |
| Gabriel Pozzo        | 1       | 6         |
| Diego Domínguez Jr.  | 1       | 6         |
| Nasser Al-Attiyah    | 1       | 5         |
| Alex Fiorio          | 1       | 5         |
| Hayden Paddon        | 1       | 5         |
| Alessandro Fiorio    | 1       | 5         |
| Pascal Gaban         | 1       | 2         |
| Alessandro Fassina   | 1       | 4         |
| Jesús Puras          | 1       | 2         |
| Rui Madeira          | 1       | 4         |
| Karamjit Singh       | 1       | 3         |
| Martin Rowe          | 1       | 1         |
| Niall McShea         | 1       | 2         |
| Andreas Aigner       | 1       | 3         |
| Hayden Paddon        | 1       | 5         |
| Benito Guerra        | 1       | 3         |
| Sébastien Chardonnet | 1       | 2         |
| Stéphane Lefebvre    | 1       | 3         |
| Quentin Gilbert      | 1       | 6         |
| Simone Tempestini    | 1       | 5         |
| Nil Solans           | 1       | 3         |
| Enrico Brazzoli      | 1       | 2         |
| Ed Ordynski          | 0       | 8         |
| Patrik Flodin        | 0       | 6         |
| Jorge Recalde        | 0       | 5         |
| Jani Paasonen        | 0       | 4         |
| Xevi Pons            | 0       | 4         |
| Ole Christian Veiby  | 0       | 4         |
| Michel Fabre         | 0       | 4         |

| País          | Títulos | Victorias |
| ------------- | ------- | --------- |
| Francia       | 5       | 20        |
| Italia        | 5       | 42        |
| Uruguay       | 4       | 23        |
| Bélgica       | 3       | 16        |
| Portugal      | 3       | 16        |
| Reino Unido   | 2       | 3         |
| España        | 2       | 9         |
| Japón         | 2       | 13        |
| Austria       | 2       | 12        |
| Nueva Zelanda | 2       | 10        |
| Argentina     | 1       | 11        |
| Perú          | 1       | 6         |
| Paraguay      | 1       | 6         |
| Catar         | 1       | 5         |
| Malasia       | 1       | 3         |
| México        | 1       | 3         |